# ضريح بير أستير
ضريح بير أستير (بالفارسية: آرامگاه پیر استیر) هو ضريح تاريخي يعود إلى الدولة التيمورية، ويقع في مقاطعة سبزوار.